# 松山市立鴨川中学校
松山市立鴨川中学校（まつやましりつ かもがわちゅうがっこう）は、愛媛県松山市にある公立中学校。

## 所在地
- 愛媛県松山市鴨川2丁目7番19号
- 〒791-8004

## 施設
- 西校舎 - 1974年落成、1993年改装。2年1〜4組、3年1〜4組、6組・7組、理科室など。４階建て。
- 東校舎 - 1969年落成、1989年改装。2年5組、3年5組、職員室、校長室、美術室、玄関など。4階建て。
- 南校舎 - 1979年落成。1999年改装。1年1〜5組、多目的室など。4階建て。
- 体育館 - 1986年落成。
- プール - 1975年落成。
- 柔剣道場・金木工室 - 1983年落成。
- 図書館・調理室
- 音楽室・パソコン室

## 沿革
- 1947年4月1日 - 学校創立。
- 1947年4月15日 - 潮見小学校で開校式。
- 1948年5月18日 - PTA発会式。
- 1948年7月5日 - 旧本館落成式。
- 1965年4月1日 - 特殊学級ができる。
- 1969年2月28日 - 東校舎が落成する。
- 1972年3月28日 - 図書館、美術室新築落成。
- 1973年6月4日 - 完全給食を開始する。
- 1974年3月30日 - 西校舎が落成する。
- 1975年8月27日 - プールが落成する。
- 1976年11月4日 - 創立30周年記念式典。
- 1979年1月25日 - 南校舎が落成する。
- 1986年2月28日 - 技術科室、柔剣道場竣工。
- 1986年3月10日 - 体育館竣工。
- 1987年4月17日 - 技術科室、柔剣道場、体育館落成式。
- 1987年11月2日 - 創立40周年記念式典。
- 1989年3月31日 - 松山市立北中学校が分離する。
- 1994年6月2日 - コンピュータ棟が落成する。
- 1995年3月17日 - 時計台を設置。
- 1996年11月10日 - 創立50周年記念式典。

## 校区
鴨川中学校の校区は、潮見小学校区、久枝小学校区の一部、みどり小学校区の一部の3校区から成るが、みどり小学校区で西長戸町に住んでいる人は自宅からの距離で松山市立北中学校か本校の選択ができる。宮内伊予柑の誕生の地であるなど、昔から農業が盛んであったが、近年では国道196号線のバイパス開通など道路整備が進み、都市化している。
- 松山市
  - 鴨川1〜3丁目、志津川町、谷町、問屋町の一部、西長戸町の一部、東長戸1〜4丁目、平田町、吉藤1〜5丁目

## その他
- 校歌は、作詞・白石義貫、作曲・貫名美名彦。
- 教育目標は、「心が響き、主体的に活動する生徒の育成」
- 部活動には、運動部にバスケット部（男女）、卓球部（男女）、バレー部（男女）、サッカー部、バドミントン部、ソフトテニス部、剣道部、野球部、文化部に美術部、パソコン部、吹奏楽部、華道部、茶道部、放送部(委員会としても)あり、他にも期間限定として、陸上競技、水泳が行われている。